# Praça dos Girassóis (Palmas)
A Praça dos Girassóis é um logradouro localizada em Palmas, no estado brasileiro do Tocantins. Ela faz parte da jovem história da capital tocantinense, sendo um dos símbolos do estado do Tocantins.

## História
Projetada para abrigar o centro das decisões dos Poderes Executivo, Legislativo e Judiciário do Tocantins, a Praça dos Girassóis, em Palmas, é uma das maiores praças do mundo em tamanho. Aos palmenses a importância da Praça dos Girassóis vai mais além, afinal, foi nesse grande espaço que teve início a história da construção da capital mais jovem do país. Passear pela Praça é conhecer um pouco mais sobre a história e a cultura da cidade e do Tocantins. 
No final da década de 80, o Governador Siqueira Campos lançava a Pedra Fundamental de Palmas, dando início à construção da capital definitiva do Tocantins. Isso foi em 20 de maio de 1989, no Cruzeiro, ala norte da Praça. A cruz em pau-brasil, esculpida pelo artesão Arnildo Antunes, foi o primeiro monumento histórico erguido em Palmas, tendo sido tombado no ano 2000 como Patrimônio Cultural da cidade.
Localizado em frente ao Cruzeiro, o monumento Súplica dos Pioneiros é outro atrativo que traduz muito bem a história de Palmas. O conjunto de esculturas de bronze forma uma família e homenageia os primeiros moradores que chegaram à capital e ajudaram na construção da cidade. Um detalhe interessante destas estátuas é que estão voltadas para o leste, onde nasce o sol, em posição de agradecimento por uma vida nova em um novo lugar.

### Cultura

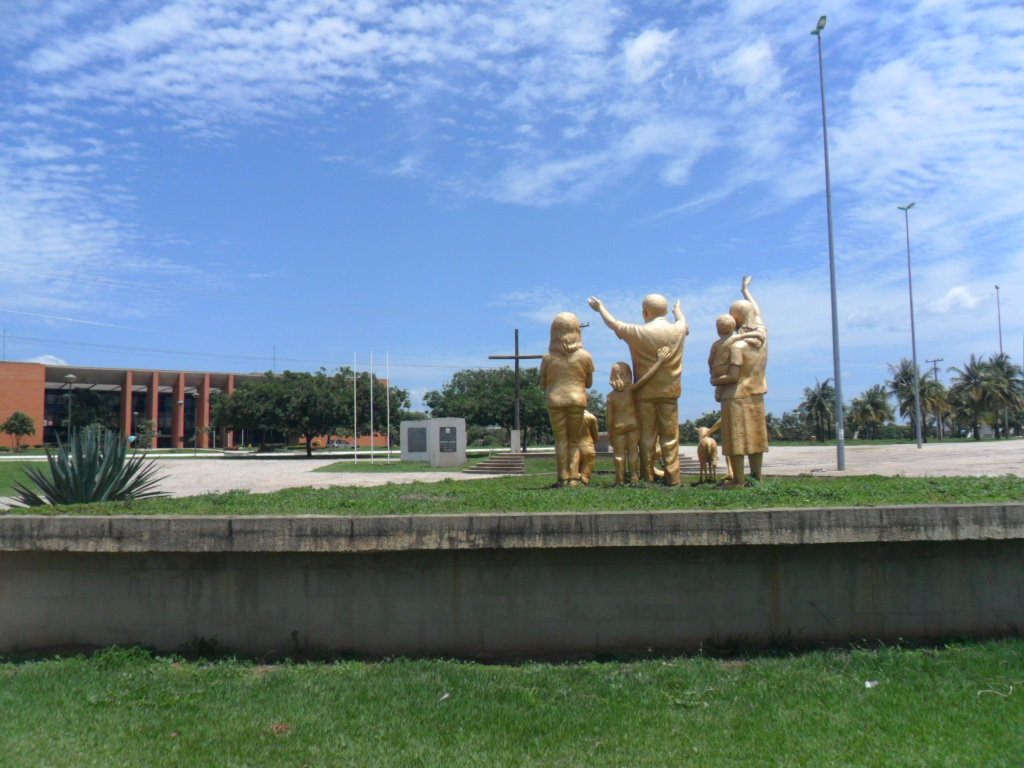
Monumento na Praça dos Girassóis.

Na Praça dos Girassóis há uma dezena de atrativos que contam a história do povo tocantinense. Na ala norte, é possível visitar o Monumento à Bíblia, que fica bem ao centro da imagem da Rosa dos Ventos, desenhada no chão em pedras portuguesas. A escultura tem a forma de um homem com os braços estendidos ao céu, sustentando nas mãos a Bíblia Sagrada.
Ainda neste lado da praça, a Fonte Luminosa encanta os visitantes com jatos de água que chegam a 15 metros de altura. Neste mesmo local, os visitantes se reúnem nos quiosques e parquinho para um programa em família.
Já na ala norte, é possível conhecer o Relógio do Sol, passear pela Praça Krahô, homenagem aos povos indígenas, conferir o local onde está a Catedral Metropolitana de Palmas e tirar fotos na Cascata, que representa os rios e cachoeiras do Tocantins.
Ainda na Praça, impossível não perceber o monumento aos Dezoito do Forte de Copacabana, que relembra a revolta de 1922 contra a República Velha no Rio de Janeiro, e que teve como líder o tenente Siqueira Campos. Próximo a estas esculturas de bronze, está o Memorial Coluna Prestes, obra do arquiteto Oscar Niemeyer e que lembra a passagem da Coluna Prestes pelo Tocantins entre 1920 e 1930.

## Palácio Araguaia
A sede do poder Executivo é um dos pontos mais visitados da praça. Inaugurado em 1991, o Palácio Araguaia tem a história do Estado impressa em cada detalhe arquitetônico. Do lado de fora, as frisas que emolduram o prédio somam 144 placas de dois metros de comprimento e relatam cada passo da criação do Tocantins, até a implantação de Palmas. No topo da construção, esculturas douradas reproduzem o brasão de armas do Estado.
Do lado de dentro do Palácio Araguaia, painéis históricos instalados no hall mostram as lutas e conquistas do Tocantins em uma obra de arte com traços que vão do expressionismo ao cubismo. Ainda no hall, os visitantes podem se posicionar para fotos no ponto exato do centro geodésico do Brasil.

## Ligações Externas
- http://secom.to.gov.br/noticia/119307/
- http://www.palmas.to.gov.br/
- http://www.to.gov.br/| Praça dos Girassóis (Palmas)                                                                                                                                                                                                                                                                                                                                                                                                                                                                                                                                                                                                                                                   | Praça dos Girassóis (Palmas) |
| --- | ---------------------------- |
| \| - v - d - e Região Metropolitana de Palmas \| - v - d - e Região Metropolitana de Palmas \| \| ------------------------------------------------------------------------------------------------------------------------------------------------------------------------------------------------------------------------------------------- \| ------------------------------------------ \| \| Aparecida do Rio Negro • Barrolândia • Brejinho de Nazaré • Fátima • Ipueiras • Lajeado • Miracema do Tocantins • Monte do Carmo • Oliveira de Fátima • Palmas • Paraíso do Tocantins • Porto Nacional • Pugmil • Silvanópolis • Tocantínia \| \| \| Tocantins, Brasil \| \| |                              |
| - v - d - e Região Metropolitana de Palmas |                              |
| Aparecida do Rio Negro • Barrolândia • Brejinho de Nazaré • Fátima • Ipueiras • Lajeado • Miracema do Tocantins • Monte do Carmo • Oliveira de Fátima • Palmas • Paraíso do Tocantins • Porto Nacional • Pugmil • Silvanópolis • Tocantínia |                              |
| Tocantins, Brasil |                              |  -  Portal do Tocantins
  -  Portal do Brasil